# Coupe d'Allemagne féminine de football 2018-2019
Navigation
Édition précédente Édition suivante
Le DFB-Pokal Frauen 2018-2019 est la 39e édition de la Coupe d'Allemagne féminine.
Il s'agit d'une compétition à élimination directe ouverte aux clubs évoluant cette saison ou ayant évolué la saison passée en Frauen-Bundesliga ou 2. Frauen-Bundesliga ainsi qu'aux vainqueurs de coupes régionales de la saison précédente. Elle est organisée par la Fédération allemande de football (DFB).
La finale a lieu le 1 mai 2019 au RheinEnergieStadion à Cologne.

## Calendrier de la compétition
| Tour                                                                                   | Nom                 | Dates retenues   | Équipes participantes | Équipes restantes |
| -------------------------------------------------------------------------------------- | ------------------- | ---------------- | --------------------- | ----------------- |
| 1                                                                                      | Premier tour        | 11 août 2018     | 36                    | 18                |
| (entrée en lice des douze équipes de Frauen-Bundesliga 2017-2018) plus les deux promus |                     |                  |                       |                   |
| 2                                                                                      | Seizièmes de finale | 9 septembre 2018 | 32                    | 16                |
| 3                                                                                      | Huitièmes de finale | 18 novembre 2018 | 16                    | 8                 |
| 4                                                                                      | Quarts de finale    | 13 mars 2019     | 8                     | 4                 |
| 5                                                                                      | Demi-finales        | 31 mars 2019     | 4                     | 2                 |
| 6                                                                                      | Finale              | 1er mai 2019     | 2                     | 1                 |

## Premier tour
Tirage au sort le 12 juillet 2018
| Date       | Club                    | Score            | Club                      |
| ---------- | ----------------------- | ---------------- | ------------------------- |
| 11/08/2018 | Herforder SV            | 1-0              | FC Viktoria Berlin        |
| 11/08/2018 | SV Henstedt-Ulzburg     | 6-0              | 1. FFC Fortuna Dresde     |
| 11/08/2018 | Borussia Bocholt        | 0-2              | SV Meppen                 |
| 11/08/2018 | DJK-VfL Billerbeck      | 1-4              | FSV Gütersloh 2009        |
| 11/08/2018 | TuS Schwachhausen       | 1-3              | BV Cloppenburg            |
| 11/08/2018 | 1. FC Neubrandenburg 04 | 1-0              | FSV Babelsberg 74         |
| 11/08/2018 | Holstein Kiel           | 0-4              | TSV Jahn Calden           |
| 11/08/2018 | TV Jahn Delmenhorst     | 9-0              | Bramfelder SV             |
| 11/08/2018 | Hannover 96             | 4-2              | Blau-Weiß Hohen Neuendorf |
| 11/08/2018 | Magdeburger FFC         | 2-5              | Arminia Bielefeld         |
| 11/08/2018 | SG 99 Andernach         | 2-4aap           | 1. FC Saarbrücken         |
| 11/08/2018 | VfL Sindelfingen        | (2-2 ap) 4-5 tab | SV Alberweiler            |
| 11/08/2018 | TuS Wörrstadt           | 1-2              | SV 67 Weinberg            |
| 11/08/2018 | TSV Schott Mayence      | 1-3              | FC Forstern               |
| 11/08/2018 | 1. FFC 08 Niederkirchen | 5-1              | SV Holzbach               |
| 11/08/2018 | Karlsruher SC           | 1-3              | Hegauer FV                |
| 11/08/2018 | 1. FC Riegelsberg       | 0-6              | FSV Hessen Wetzlar        |
| 11/08/2018 | 1. FFV Erfurt           | 0-2              | Vorwärts Spoho Cologne    |

## Seizièmes de finale
Les douze  équipes de 1. Frauen-Bundesliga de la saison passée font leur entrée dans la compétition avec les deux promus. Le tirage au sort a lieu le 18 août 2018.
| Date       | Club                    | Score | Club                     |
| ---------- | ----------------------- | ----- | ------------------------ |
| 08/09/2018 | Hannover 96             | 0-11  | VfL Wolfsbourg           |
| 08/09/2018 | SV Alberweiler          | 0-4   | Bayer Leverkusen         |
| 08/09/2018 | Vorwärts Spoho Cologne  | 0-12  | SC Fribourg              |
| 09/09/2018 | SV Henstedt-Ulzburg     | 0-14  | SG Essen-Schönebeck      |
| 09/09/2018 | 1. FC Neubrandenburg 04 | 0-13  | MSV Duibourg             |
| 09/09/2018 | TSV Jahn Calden         | 1-4   | Werder Brême             |
| 09/09/2018 | SV Meppen               | 0-6   | 1. FFC Turbine Potsdam   |
| 09/09/2018 | Arminia Bielefeld       | 1-0   | FSV Gütersloh 2009       |
| 09/09/2018 | TV Jahn Delmenhorst     | 1-3   | Herforder SV             |
| 09/09/2018 | FSV Hessen Wetzlar      | 0-1   | 1. FFC Francfort         |
| 09/09/2018 | FF USV Iéna             | 0-3   | Bayern Munich            |
| 09/09/2018 | SV 67 Weinberg          | 1-2ap | SC Sand                  |
| 09/09/2018 | 1. FC Cologne           | 0-5   | TSG 1899 Hoffenheim      |
| 09/09/2018 | 1. FFC 08 Niederkirchen | 1-3   | FC Forstern              |
| 09/09/2018 | Hegauer FV              | 0-5   | 1. FC Sarrebruck         |
| 09/09/2018 | BV Cloppenburg          | 3-4   | Borussia Mönchengladbach |

## Huitièmes de finale
Le tirage a eu lieu le  9 septembre 2018.
| Date       | Club                | Score  | Club                     |
| ---------- | ------------------- | ------ | ------------------------ |
| 17/11/2018 | Bayern Munich       | 3-0    | Werder Brême             |
| 17/11/2018 | MSV Duibourg        | 1-3    | 1. FFC Turbine Potsdam   |
| 18/11/2018 | 1. FC Sarrebruck    | 2-3    | 1. FFC Francfort         |
| 18/11/2018 | Arminia Bielefeld   | 1-2    | Bayer Leverkusen         |
| 18/11/2018 | SG Essen-Schönebeck | 0-4    | SC Fribourg              |
| 18/11/2018 | FC Forstern         | 0-9    | VfL Wolfsbourg           |
| 18/11/2018 | SC Sand             | 1-2 ap | TSG 1899 Hoffenheim      |
| 18/11/2018 | Herforder SV        | 0-3    | Borussia Mönchengladbach |

## Quarts de finale
Le tirage a eu lieu le 10 février 2019.
| Date      | Club                     | Score | Club                   |
| --------- | ------------------------ | ----- | ---------------------- |
| 12/3/2019 | Bayer Leverkusen         | 1-7   | TSG 1899 Hoffenheim    |
| 12/3/2019 | 1. FFC Francfort         | 1-3   | Bayern Munich          |
| 13/3/2019 | VfL Wolfsbourg           | 4-0   | 1. FFC Turbine Potsdam |
| 13/3/2019 | Borussia Mönchengladbach | 1-6   | SC Fribourg            |

## Demi-finales
Le tirage a eu lieu le 14 mars 2019.
| Date      | Club                | Score | Club           |
| --------- | ------------------- | ----- | -------------- |
| 31/3/2019 | Bayern Munich       | 0-4   | VfL Wolfsbourg |
| 31/3/2019 | TSG 1899 Hoffenheim | 0-2   | SC Fribourg    |

## Finale
| 1 mai 2019 à 17h15 | VfL Wolfsbourg | 1:0   | SC Fribourg | RheinEnergieStadion, Cologne                   |                                                |
|                    | 55e Ewa Pajor  | (0:0) |             | Spectateurs : 17,048 Arbitrage : Susann Kunkel | Spectateurs : 17,048 Arbitrage : Susann Kunkel |
|                    | Rapport        |       |             | Spectateurs : 17,048 Arbitrage : Susann Kunkel | Spectateurs : 17,048 Arbitrage : Susann Kunkel |